# 努瓦河
努瓦河（法語：Noye，法語發音：[nwa]）是法国上法蘭西大區瓦兹省与索姆省的河流，是阿夫爾河的左支流，长33.4千米。